# Ritter Butzke

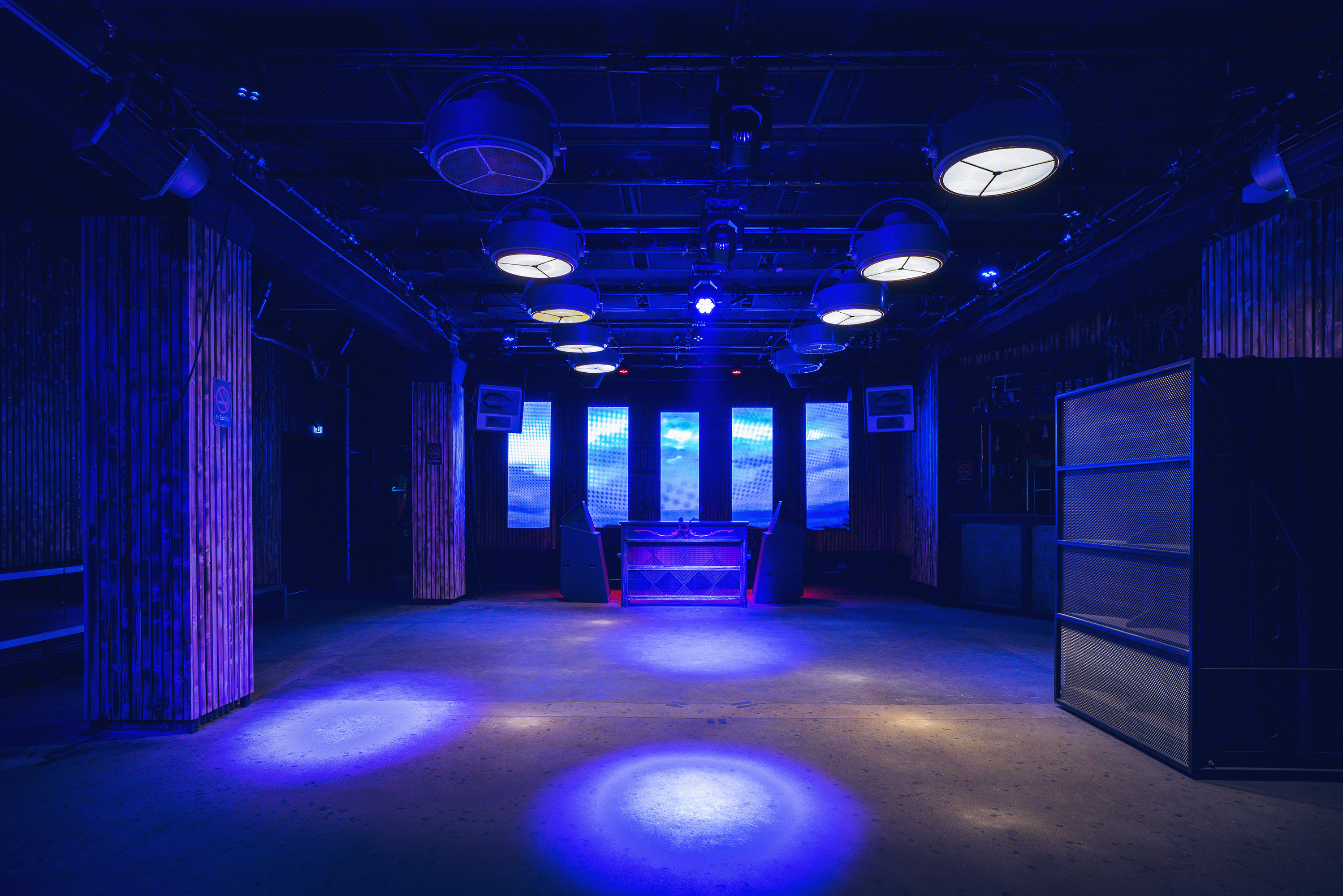
Ritter Butzke (2018)

Das Ritter Butzke (abgekürzt oft Butzke) ist ein Techno-Club in Berlin-Kreuzberg.

## Geschichte
Das Ritter Butzke wurde erstmals 2007 in zwei ehemaligen Werkhallen der Butzke-Werke eröffnet, jedoch zunächst ohne die notwendigen behördlichen Genehmigungen. Aufgrund einer anonymen Strafanzeige wurde der damals illegale Club an dieser Lokalität zunächst wieder geschlossen und im Gebäude der ehemaligen Parteihochschule „Karl Marx“ im Haus am Köllnischen Park für einige Monate weitergeführt. Im Oktober 2009 eröffnete das Butzke dann erneut am ursprünglichen und bis heute genutzten Ort in der Ritterstraße 26, diesmal mit behördlicher Erlaubnis.

## Konzept

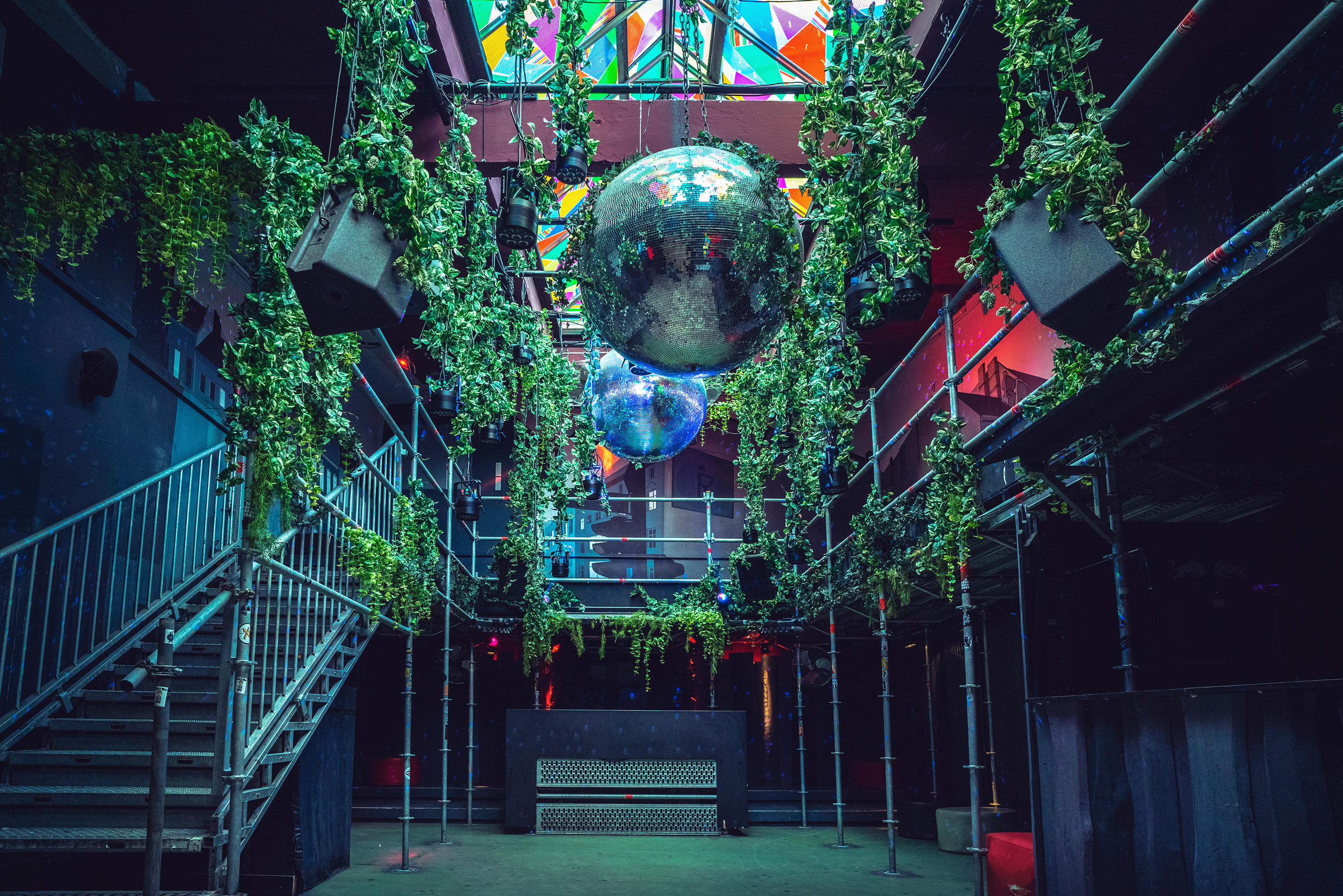
Tanzfläche im Hinterhof

Das Ritter Butzke verfügt über bis zu drei Floors, von denen einer im Sommer teilweise Open-Air-Charakter hat, meist Techno oder Tech House. Neben diesen Partys gibt es aber auch andere kulturelle Veranstaltungen, beispielsweise finden immer wieder Poetry Slams statt. Die Piratenpartei Deutschland mietete die Räumlichkeiten mehrfach für Wahlpartys an. 2015 lud die SPD ins Butzke ein, um die Öffentlichkeit über Drogen aufzuklären. Unter dem Namen Ritter Butzke Records betreibt der Club ein eigenes Musiklabel.

## Rezeption
Der Club findet gelegentlich Erwähnung in der nationalen und internationalen Berichterstattung, darunter durch die britische Daily Mail. Im Nutzer-Ranking des Internetportals für elektronische Musik Resident Advisor wird der Club als einer der zwölf beliebtesten in Berlin bewertet (Stand: Juni 2017).